# Jacques Rey

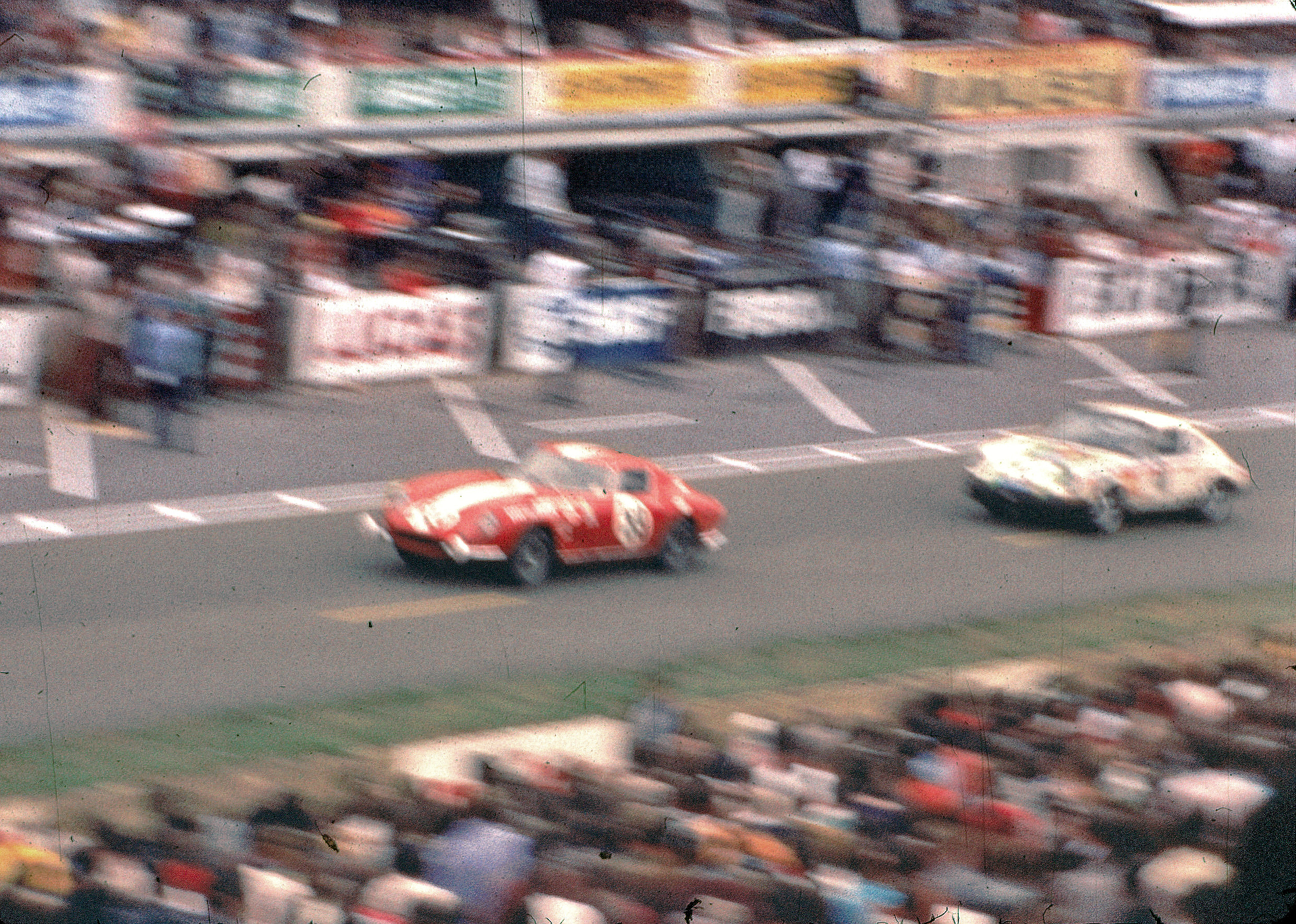
Der von Jacques Rey beim 24-Stunden-Rennen von Le Mans 1969 gefahrene Ferrari 275 GTB/4 (links)

Jacques Emmanuel Rey (* 8. September 1923 in Albertville; † 7. November 2012 in Chambéry) war ein Schweizer Autorennfahrer und Rennstallbesitzer.

## Karriere als Rennfahrer
Jacques Rey begann Ende der 1950er-Jahre mit dem Motorsport. Er unterhielt einen kleinen Rennstall, bei dem in erster Linie GT-Rennwagen der Marke Porsche zum Einsatz kamen. 1970 erwarb er einen Lola T70, den er bis zum Ende seiner Fahrerkarriere mit dem Ablauf der Saison 1971 fuhr.
Sein erstes zählbares Ergebnis bei einem internationalen Rennen war der achte Gesamtrang mit Partner André Guilhaudin im DB HBR bei der Tour de France für Automobile 1959. In den 1960er-Jahren startete er bei ausgewählten Langstreckenrennen wie der Tour de France für Automobile, dem 1000-km-Rennen von Paris, der Targa Florio und dem 24-Stunden-Rennen von Spa-Francorchamps, wo er 1966 den achten und 1967 den fünften Gesamtrang erreichte. Viermal startete er beim 24-Stunden-Rennen von Le Mans. Bei keiner der Teilnahmen konnte er sich klassieren.

## Statistik

### Le-Mans-Ergebnisse
| Jahr | Team                 | Fahrzeug          | Teamkollege            | Teamkollege | Platzierung     | Ausfallgrund |
| ---- | -------------------- | ----------------- | ---------------------- | ----------- | --------------- | ------------ |
| 1968 | Scuderia Filipinetti | Ferrari 275 GTB/4 | Claude Haldi           | Ausfall     | Unfall          |              |
| 1969 | Scuderia Filipinetti | Ferrari 275 GTB/4 | Claude Haldi           | Ausfall     | Disqualifiziert |              |
| 1970 | Rey Racing           | Porsche 911S      | Bernard Chenevière     | Ausfall     | Unfall          |              |
| 1971 | Rey Racing           | Porsche 911S      | Jean-Pierre Cassegrain | Ausfall     | Getriebeschaden |              |

### Einzelergebnisse in der Sportwagen-Weltmeisterschaft
| Saison | Team                              | Rennwagen                     | 1   | 2   | 3   | 4   | 5   | 6   | 7   | 8   | 9   | 10  | 11  | 12  | 13  | 14  | 15  | 16  | 17  | 18  | 19  | 20  |
| ------ | --------------------------------- | ----------------------------- | --- | --- | --- | --- | --- | --- | --- | --- | --- | --- | --- | --- | --- | --- | --- | --- | --- | --- | --- | --- |
| 1964   | Jacques Rey                       | Porsche 904                   | DAY | SEB | TAR | MON | SPA | CON | NÜR | ROS | LEM | REI | FRE | CCE | RTT | SIM | NÜR | MON | TDF | BRI | BRI | PAR |
| 1964   | Jacques Rey                       | Porsche 904                   |     |     | 14  |     |     |     |     |     |     |     |     |     |     |     |     |     | DNF |     |     |     |
| 1968   | Scuderia Filipinetti              | Porsche 911 Ferrari 275 GTB/4 | DAY | SEB | BRH | MON | TAR | NÜR | SPA | WAT | ZEL | LEM |     |     |     |     |     |     |     |     |     |     |
| 1968   | Scuderia Filipinetti              | Porsche 911 Ferrari 275 GTB/4 |     |     |     | 12  | 17  |     |     |     |     | DNF |     |     |     |     |     |     |     |     |     |     |
| 1969   | Claude Haldi Scuderia Filipinetti | Porsche 911 Ferrari 275 GTB   | DAY | SEB | BRH | MON | TAR | SPA | NÜR | LEM | WAT | ZEL |     |     |     |     |     |     |     |     |     |     |
| 1969   | Claude Haldi Scuderia Filipinetti | Porsche 911 Ferrari 275 GTB   |     |     |     |     | DNF | 14  |     | DNF |     |     |     |     |     |     |     |     |     |     |     |     |
| 1970   | Jacques Rey                       | Porsche 911                   | DAY | SEB | BRH | MON | TAR | SPA | NÜR | LEM | WAT | ZEL |     |     |     |     |     |     |     |     |     |     |
| 1970   | Jacques Rey                       | Porsche 911                   |     |     |     |     |     | DNF |     | DNF |     |     |     |     |     |     |     |     |     |     |     |     |
| 1971   | Jacques Rey                       | Porsche 911                   | BUA | DAY | SEB | BRH | MON | SPA | TAR | NÜR | LEM | ZEL | WAT |     |     |     |     |     |     |     |     |     |
| 1971   | Jacques Rey                       | Porsche 911                   |     |     |     |     |     | DNF |     |     |     |     |     |     |     |     |     |     |     |     |     |     |